# George Blay
George Blay (ur. 7 sierpnia 1980 w Eliminie) – ghański piłkarz grający na pozycji prawego obrońcy.

## Kariera klubowa
Karierę piłkarską Blay rozpoczął w klubie Sekondi Hasaacas. W sezonie 1996/1997 zadebiutował w jego barwach w ghańskiej Premier League i grał w niej przez dwa lata. W 1997 roku zawodnik wyjechał do Belgii i został zawodnikiem tamtejszego pierwszoligowca, Standardu Liège. Zawodnikiem Standardu był do lata 2002 roku i w klubie tym rozegrał 92 mecze, w których strzelił 3 gole. Dwukrotnie ze Standardem dotarł do finału Pucharu Belgii (oba finały Standard przegrał).
Latem 2002 roku Blay został zawodnikiem innego belgijskiego klubu, KV Mechelen. W 2003 roku spadł z Mechelen do drugiej ligi i po spadku tego klubu odszedł do RAA Louviéroise. W 2006 roku zaliczył z La Louvière degradację o klasę niżej.
W 2006 roku Blay podpisał kontrakt z rumuńskim Dinamem Bukareszt. W rumuńskiej lidze swój debiut zanotował 30 lipca 2006 w wygranych 2:1 derbach Bukaresztu z Naționalem Bukareszt. W 2007 roku wywalczył z Dinamem mistrzostwo Rumunii. W Dinamie występował do końca sezonu 2008/2009.
W 2009 roku Blay przeszedł do klubu Internațional Curtea de Argeș. Zadebiutował w nim 26 kwietnia 2010 w spotkaniu z FC Vaslui (1:2). W Internaționalu z powodu kontuzji rozegrał 3 spotkania ligowe.
W 2010 roku Blay został zawodnikiem Unirei Urziceni. Swój debiut w Unirei zanotował 24 października 2010 w wyjazdowym meczu z CFR Cluj. W Unirei spędził sezon 2010/2011. Następnie grał w Royalu Antwerp, gdzie w 2012 roku zakończył karierę.
| Sezon   | Klub                          | Kraj    | Rozgrywki      | Mecze | Bramki |
| ------- | ----------------------------- | ------- | -------------- | ----- | ------ |
| 1996/97 | Sekondi Hasaacas              | Ghana   | Premier League | ?     | ?      |
| 1997/98 | Standard Liège                | Belgia  | Eerste klasse  | 14    | 0      |
| 1998/99 | Standard Liège                | Belgia  | Eerste klasse  | 25    | 2      |
| 1999/00 | Standard Liège                | Belgia  | Eerste klasse  | 13    | 0      |
| 2000/01 | Standard Liège                | Belgia  | Eerste klasse  | 9     | 0      |
| 2001/02 | Standard Liège                | Belgia  | Eerste klasse  | 27    | 0      |
| 2002/03 | KV Mechelen                   | Belgia  | Eerste klasse  | 11    | 0      |
| 2003/04 | RAA Louviéroise               | Belgia  | Eerste klasse  | 29    | 0      |
| 2004/05 | RAA Louviéroise               | Belgia  | Eerste klasse  | 23    | 0      |
| 2005/06 | RAA Louviéroise               | Belgia  | Eerste klasse  | 26    | 0      |
| 2006/07 | Dinamo Bukareszt              | Rumunia | Liga I         | 31    | 0      |
| 2007/08 | Dinamo Bukareszt              | Rumunia | Liga I         | 18    | 0      |
| 2008/09 | Dinamo Bukareszt              | Rumunia | Liga I         | 17    | 0      |
| 2009/10 | Internațional Curtea de Argeș | Rumunia | Liga I         | 3     | 0      |
| 2010/11 | Unirea Urziceni               | Rumunia | Liga I         | 11    | 0      |
| 2011/12 | Royal Antwerp FC              | Belgia  | Tweede klasse  | 19    | 0      |

## Kariera reprezentacyjna
W reprezentacji Ghany Blay zadebiutował w 2000 roku. W 2002 roku został powołany do kadry Ghany na Puchar Narodów Afryki 2002. Na tym turnieju wystąpił w 3 meczach: z Marokiem (0:0), z Republiką Południowej Afryki (0:0) i z Burkina Faso (2:1). W kadrze narodowej od 2000 do 2002 roku rozegrał 7 meczów i strzelił 1 gola. Wcześniej w 1999 roku wraz z kadrą U-20 wystąpił na młodzieżowych mistrzostwach świata.